# Raivis Zīmelis

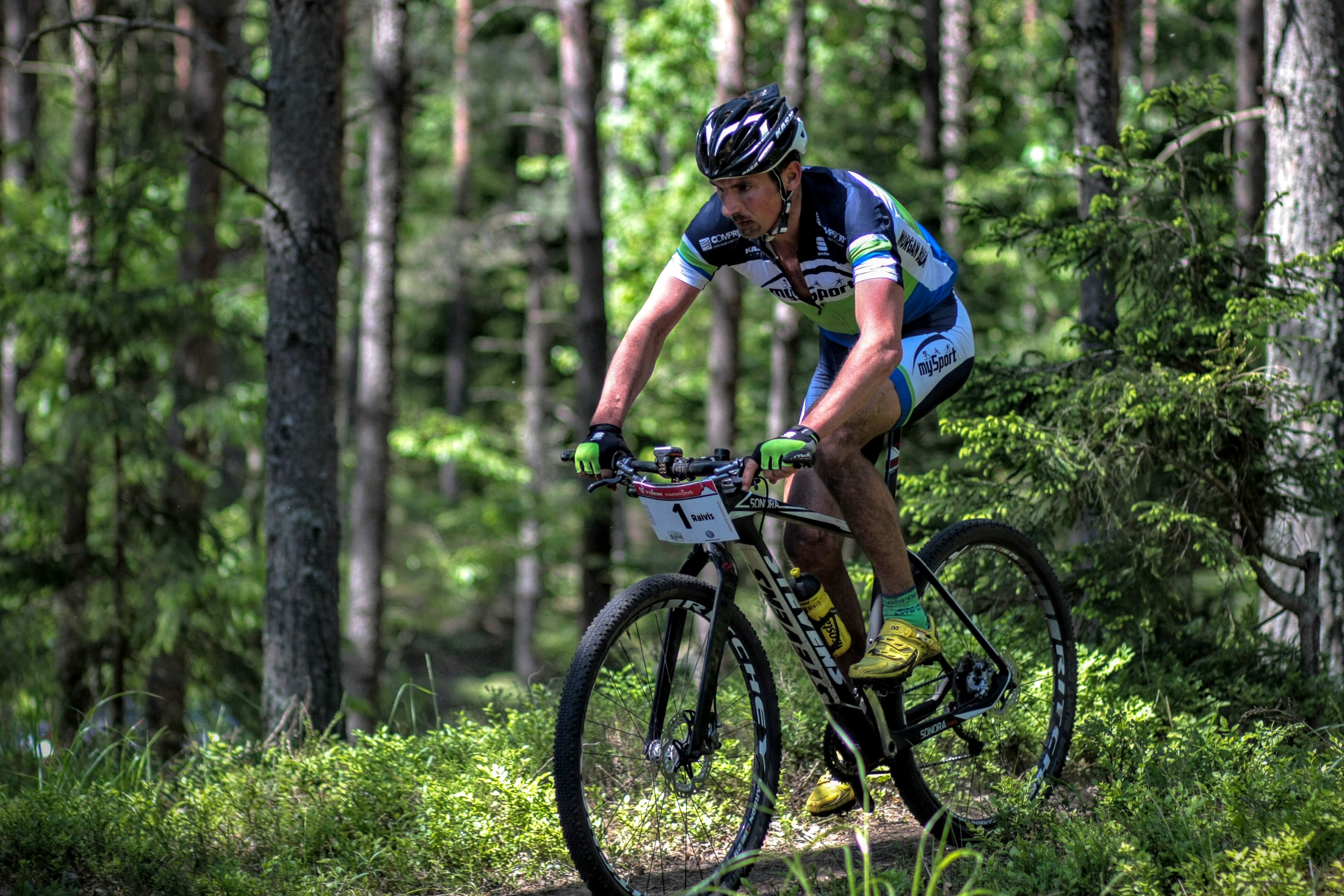
Raivis Zīmelis, 2015

Raivis Zīmelis (* 18. August 1976 in Madona) ist ein früherer lettischer Biathlet.

## Werdegang
Der vormalige Sportstudent und jetzige Polizist Raivis Zīmelis begann 1987 mit dem Biathlon. 1996 gab er in Lillehammer sein Weltcup-Debüt als 87. in einem Sprintrennen. Am Ende der Saison konnte er erstmals in Osrblie an Biathlon-Weltmeisterschaften teilnehmen. 79. wurde er im Einzel. 1999 konnte er sich als Neunter mit der Staffel in Antholz erstmals nennenswert platzieren. 2001 konnte Zīmelis in Osrblie als 30. im Sprint seine ersten Weltcuppunkte gewinnen. In derselben Saison erreichte er als Siebter im Sprint von Antholz seine beste Weltcupplatzierung überhaupt. Sehr gut verliefen für ihn auch die Europameisterschaften 2003. In Forni Avoltri wurde er Fünfter im Sprint und Neunter in der Verfolgung. Zīmelis' letzte Wettkämpfe bestritt er bei seinen einzigen Olympischen Winterspielen 2006 in Turin. Dort wurde er 49. im Sprint, 46. in der Verfolgung und 16. mit der Staffel.

## Biathlon-Weltcup-Platzierungen
Die Tabelle zeigt alle Platzierungen (je nach Austragungsjahr einschließlich Olympische Spiele und Weltmeisterschaften).
- 1.–3. Platz: Anzahl der Podiumsplatzierungen
- Top 10: Anzahl der Platzierungen unter den ersten zehn (einschließlich Podium)
- Punkteränge: Anzahl der Platzierungen innerhalb der Punkteränge (einschließlich Podium und Top 10)
- Starts: Anzahl gelaufener Rennen in der jeweiligen Disziplin

| Platzierung | Einzel | Sprint | Verfolgung | Massenstart | Team | Staffel | Gesamt |
| ----------- | ------ | ------ | ---------- | ----------- | ---- | ------- | ------ |
| 1. Platz    |        |        |            |             |      |         |        |
| 2. Platz    |        |        |            |             |      |         |        |
| 3. Platz    |        |        |            |             |      |         |        |
| Top 10      |        | 2      |            |             |      | 5       | 7      |
| Punkteränge | 2      | 4      | 1          |             | 1    | 22      | 30     |
| Starts      | 23     | 59     | 21         |             | 1    | 22      | 126    |